# 정윤선
정윤선(鄭潤鲜,1987년 8월 30일 ~ )은 대한민국의 배우이다.

## 연기 활동

### 드라마
- 2008년 CGV 오리지널 시리즈 《리틀맘 스캔들》 ... 서경아 역
- 2008년 CGV 오리지널 시리즈 《리틀맘 스캔들 2》 ... 서경아 역
- 2013년 MBC 특별기획 《구암 허준》 ... 의녀 채령 역
- 2013년 KBS2 수목드라마 《천명: 조선판 도망자 이야기》 ... 월하 역
- 2014년 tvN 금토드라마 《갑동이》 ... 김은지 역
- 2015년 JTBC 금토드라마 《디 데이》 ... 연간호사 역

### 영화
- 2003년 《아날로그의 간변성은 차라리 인간적이다》
- 2010년 《무법자》 ... 성주옥 역
- 2013년 《박수건달》 ... 인도귀신 역
- 2014년 《사이코메트리》 ... 어린이집 교사 역
- 2014년 《신의 한 수》 ... 여계시원 역
- 2014년 《상의원》 ... 궁녀(기미) 역
- 2015년 《그리울 련》 ... 희연 역